# Czechowice-Dziedzice (gemeente)
De gemeente Czechowice-Dziedzice is een stad- en landgemeente in het Poolse woiwodschap Silezië, in powiat Bielski (Silezië).
De zetel van de gemeente is in miasto Czechowice-Dziedzice.
Op 30 juni 2006, telde de gemeente 43 248 inwoners.

## Plaatsen
Bronów, Czechowice-Dziedzice, Ligota en Zabrzeg.

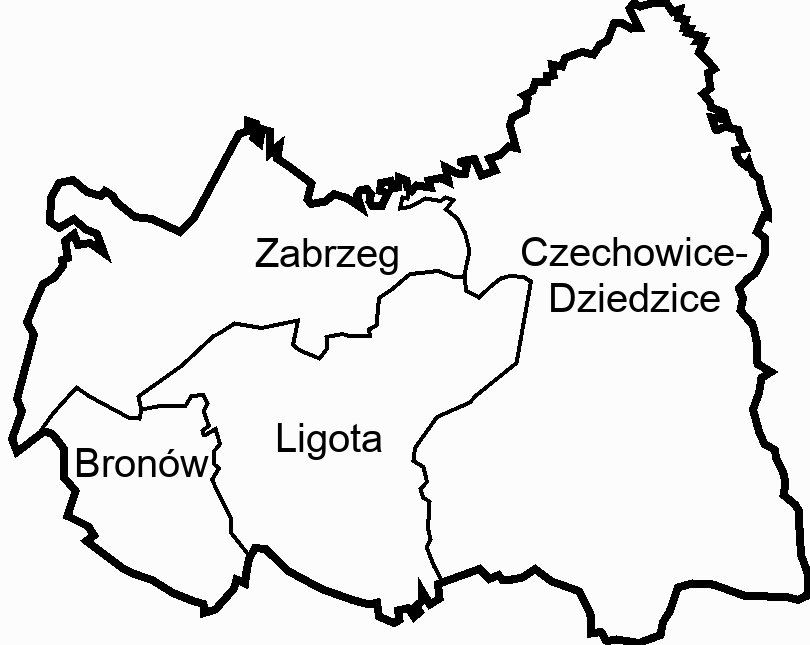
Gemeentekaart

## Oppervlakte gegevens
In 2002 bedroeg de totale oppervlakte van gemeente Czechowice-Dziedzice 66,28 km², waarvan:
- agrarisch gebied: 53%
- bossen: 15%

De gemeente beslaat 14,5% van de totale oppervlakte van de powiat.

## Demografie
Stand op 30 juni 2004:
| Omschrijving                   | Totaal | Totaal | Vrouwen | Vrouwen | Mannen | Mannen |
| ------------------------------ | ------ | ------ | ------- | ------- | ------ | ------ |
| eenheid                        | aantal | %      | aantal  | %       | aantal | %      |
| inwoners                       | 43 195 | 100    | 22 386  | 51,8    | 20 809 | 48,2   |
| bevolkingsdichtheid (inw./km²) | 651,7  | 651,7  | 337,7   | 337,7   | 314    | 314    |

In 2002 bedroeg het gemiddelde inkomen per inwoner 1590,49 zł.

## Aangrenzende gemeenten
Bestwina, Bielsko-Biała, Chybie, Goczałkowice-Zdrój, Jasienica, Pszczyna
- Library of Congress Control Number: n94059689
- Nationale Bibliotheek van Israël: 987007537831405171
- Virtual International Authority File: 133848187